# Сауль Гуарірапа
Сауль Алехандро Гуарірапа Брісеньо (ісп. Saúl Alejandro Guarirapa Briceño, нар. 18 жовтня 2002, Пуерто-ла-Крус, Венесуела) — венесуельський футболіст, нападник російського клубу «Сочі» та національної збірної Венесуели.
На правах оренди грає в клубі ЦСКА.

## Ігрова кар'єра

### Клубна
Займатися футболом Сауль Гуарірапа почав у своєму рідному місті Пуерто-ла-Крус в клубі «Депортіво Ансоатегі». В 2017 році він приєднався до клубної академії столичного «Каракаса». Першу гру на професійному рівні футболіст провів 18 жовтня 2019 року у матчі Кубку Венесуели. В сезоні 2019 року в складі «Каракаса» Гуарірапа став чемпіоном країни.
В наступному сезоні він брав участь у турнірі Кубка Лібертадорес.
В січні 2024 року російський клуб «Сочі» орендував футболіста до кінця сезону. 10 березня 2024 року у матчі проти московського «Локомотива» Гуарірапа дебютував в чемпіонаті Росії. По завершенню сезона «Сочі» підписав з нападником контракт до 2028 року.
У вересні 2024 року Гуарірапа на правах оренди з правом викупа перейшов до московського ЦСКА.

### Збірна
Сауль Гуарірапа грав за молодіжну збірну Венесуели. 
18 січня 2025 року у товариському матчі проти команди США Гуарірапа дебютував у складі національної збірної Венесуели.

## Титули
Каракас
 Чемпіон Венесуели: 2019
Венесуела (U-20)
 Срібний призер Турніра Моріса Ревелло: 2022
ЦСКА
 Володар Кубка Росії: 2025